# Randi Ingerman
Randi Ingerman (* 13. November 1967 in Philadelphia) ist eine US-amerikanische Schauspielerin.

## Leben und Leistungen
Ingerman nahm bis zum Alter von 15 Jahren Ballettunterricht. Sie debütierte im italienischen Thriller Sotto il vestito niente 2 aus dem Jahr 1988. Im Actionthriller Deadly Rivals – Ein Professor sieht rot (1993) spielte sie neben Richard Roundtree und Margaux Hemingway eine der größeren Rollen. Im Thriller Treacherous (1994) war sie in einer größeren Rolle an der Seite von Christopher Thomas Howell, Tia Carrere und Adam Baldwin zu sehen. Im Filmdrama Let’s Talk About Sex (1998) spielte Ingerman die Rolle einer Mitbewohnerin von Jasmine Hampton (Troy Beyer).
Ingerman arbeitete in Europa als Model. Sie heiratete im Jahr 2001 den italienischen Schauspieler Luca Bestetti, von dem sie sich später trennte.

## Privatleben
Randi Ingerman war seit 2001 mit dem Maler Luca Bestetti, Rockets (2001) mit dem Kunstnamen LBM verheiratet und wurde 2014 geschieden. Randi Ingerman nahm an dem Musikvideo der Rockets-Gruppe mit dem Titel Do not Stop teil.

## Filmografie (Auswahl)
- 1988: Sotto il vestito niente 2
- 1990: Die Spur führt zurück – The Two Jakes (The Two Jakes)
- 1993: Deadly Rivals – Ein Professor sieht rot (Deadly Rivals)
- 1994: Treacherous
- 1996: Die Rückkehr des Sandokan
- 1998: Let’s Talk About Sex
- 1999: David and Lola
- 2010: Backward
- 2012: Treacherous